# スアド・フィレコヴィッチ
スアド・フィレコヴィッチ（Suad Filekovič、1978年9月16日 - ）は、スロベニアの元サッカー選手。元スロベニア代表。ポジションはディフェンダー。

## 経歴
2002年8月に親善試合でスロベニア代表デビュー。2009年までに通算14試合に出場した。その後、出場機会は無かったが、2010 FIFAワールドカップのメンバーにも選ばれた。

## 代表歴

### 出場大会
- スロベニア代表
  - 2010 FIFAワールドカップ

### 試合数
- 国際Aマッチ 14試合 0得点（2002年-2009年）[1]

| スロベニア代表 | 国際Aマッチ | 国際Aマッチ |
| 年             | 出場        | 得点        |
| -------------- | ----------- | ----------- |
| 2002           | 2           | 0           |
| 2003           | 0           | 0           |
| 2004           | 1           | 0           |
| 2005           | 7           | 0           |
| 2006           | 0           | 0           |
| 2007           | 2           | 0           |
| 2008           | 0           | 0           |
| 2009           | 2           | 0           |
| 通算           | 14          | 0           |